# Ambasada RP w Lublanie
Ambasada Rzeczypospolitej Polskiej w Lublanie (sł. Veleposlaništvo Republike Poljske v Ljubljani) – polska misja dyplomatyczna w stolicy Republiki Słowenii.

## Struktura placówki
- Referat ds. Polityczno-Ekonomicznych
- Referat ds. Konsularnych i Polonii
- Referat ds. Administracyjno-Finansowych

## Historia
Polska nawiązała stosunki dyplomatyczne ze Słowenią 10 kwietnia 1992.

## Konsulaty honorowe RP
Konsulaty honorowe RP na terenie działalności ambasady:
- Nova Gorica.